# راؤول باتشيكو
راؤول باتشيكو (بالإسبانية: Raúl Pacheco) هو منافس ألعاب قوى بيروفي، ولد في 26 أبريل 1979 في Jauja province ‏ في بيرو.

## وصلات خارجية
- راؤول باتشيكو على موقع الاتحاد الدولي لألعاب القوى (الإنجليزية)
- راؤول باتشيكو على موقع اللجنة الأولمبية الدولية (الإنجليزية)
- راؤول باتشيكو على موقع أوليمبيديا (الإنجليزية)